# Merchandise Mart
El Merchandise Mart (también conocido simplemente como Merch Mart o Mart) es un edificio comercial situado en el Loop de Chicago, Illinois, Estados Unidos. Cuando fue inaugurado, en 1930, se convirtió en el edificio más grande del mundo, con una superficie total de 370 000 m². El edificio, de estilo art déco, se encuentra en la confluencia de los dos brazos del río Chicago y es un importante destino comercial minorista y mayorista, que a finales de la década de 2000 recibía a veinte mil visitantes e inquilinos cada día.
Construido por Marshall Field & Co. y propiedad durante más de medio siglo de la familia Kennedy, el Mart centralizó el negocio de venta de bienes al por mayor de Chicago reuniendo a proveedores y comercios de diseño interior y arquitectónico bajo un mismo techo. Desde entonces se ha convertido en sede de varias otras empresas, incluidas las Shops at the Mart, el campus de Chicago del Instituto de Arte de Illinois, Motorola Mobility y el centro de empresas emergentes tecnológicas de Chicago 1871.
El Merchandise Mart es tan grande que tuvo su propio código postal (60654) hasta 2008, cuando el servicio postal asignó este código a parte de sus alrededores. En 2010, el edificio abrió al público las salas de exposición de su centro de diseño.

## Historia

### Construcción y contexto

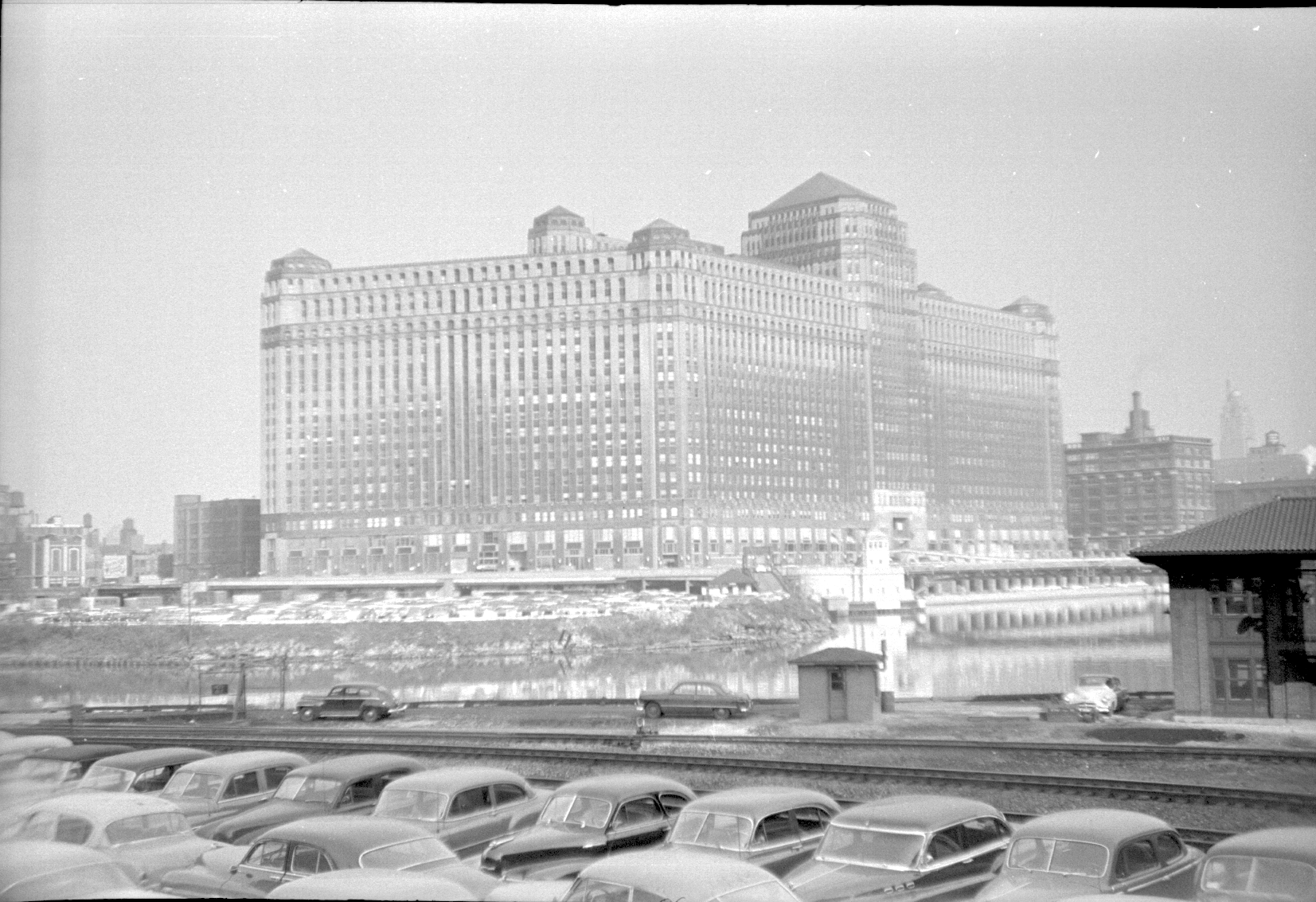
El Merchandise Mart en 1954.

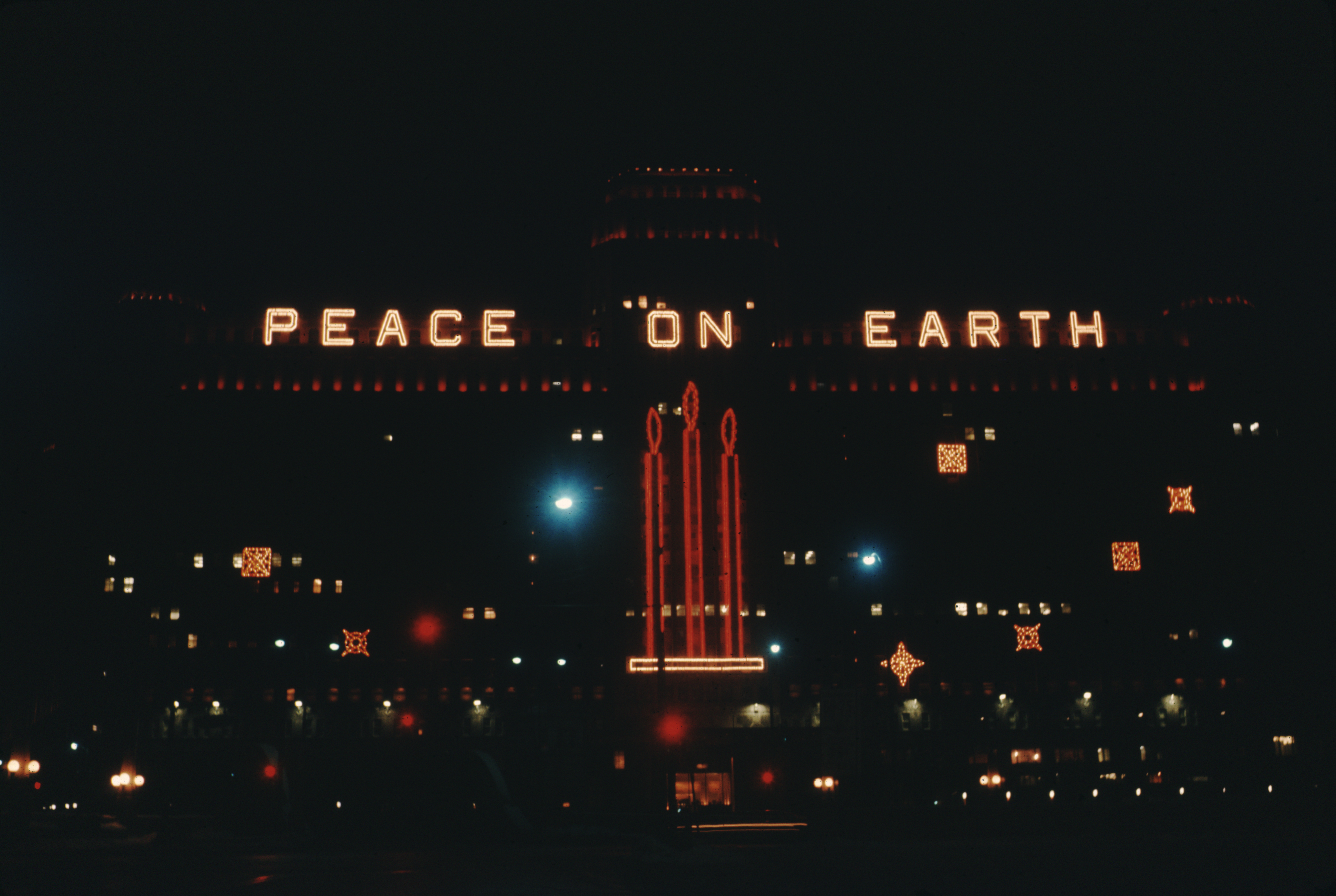
El Merchandise Mart a finales de 1969.

En 1926, la prolongación hacia el oeste del Wacker Drive aumentó el desarrollo en la orilla sur del río. En 1927, Marshall Field & Co. anunció sus planes de construir un edificio en la orilla norte, al otro lado del Wacker Drive. La parcela, bordeada por Orleans Street, Wells Street, Kinzie Street y el río Chicago, había sido antiguamente un puesto comercial de los pueblos nativos y en ella se ubicaba la antigua estación de Wells Street del Chicago and North Western Railway, abandonada en 1911 en favor de la Chicago and North Western Passenger Terminal. Con los derechos de vuelo del ferrocarril, la parcela era suficientemente grande para alojar al «edificio más grande del mundo». La eliminación de la playa de maniobras de la antigua estación cumplía el deseo de la Chicago Plan Commission de desarrollar y embellecer la orilla del río.
James Simpson, presidente de Marshall Field & Co. desde 1923 hasta 1930 y presidente de la Chicago Plan Commission desde 1926 hasta 1935, movió las primeras palas de tierra en la ceremonia de puesta de la primera piedra celebrada el 16 de agosto de 1928, junto con el arquitecto Ernest Graham. El contratista general John W. Griffiths & Sons llevó la construcción del edificio a la era de la máquina mediante el uso de «técnicas usadas ordinariamente en la construcción de grandes presas». El hormigón, que llegaba en barco, era elevado mediante aire comprimido a contenedores a 23 m sobre el terreno, mientras que la grava y la arena llegaban en vagones de ferrocarril que las vertían en cintas transportadoras y ascensores de transferencia. Enormes hormigoneras proporcionaron hormigón fresco a rampas inclinadas en torres verticales, que fueron ampliadas a medida que el edificio se elevaba.
Las obras emplearon continuamente a dos mil quinientos trabajadores y a cinco mil setecientos en total, duraron un año y medio y se extendieron hasta los primeros meses de la Gran Depresión. Con una superficie de casi dos manzanas, el edificio usó 29 millones de ladrillos, 64 km de tuberías, 610 km de cables, cerca de 3 100 000 m³ de hormigón, 10 000 m³ de piedra y 4000 ventanas. Bethlehem Steel fabricó buena parte de las 60 000 toneladas de acero. El edificio también tiene 10 km de pasillos y más de treinta ascensores. El coste total de la construcción se estimó en 26 millones de dólares.

### Propiedad
El Merchandise Mart abrió sus puertas el 5 de mayo de 1930, justo al este del puesto comercial original de Chicago, Wolf Point. El edificio realizó el sueño de Marshall Field de constituir un único centro de compras al por mayor para toda la nación y consolidó trece almacenes diferentes. Fue adquirido en 1945 o 1946, dependiendo de la fuente, por la familia Kennedy a través de Merchandise Mart Properties, Inc., y gestionado a partir de entonces por Sargent Shriver. El precio de compra fue indicado, según la fuente, en 12.5 o 13 millones de dólares, y se dice que su capital inicial era de 1 millón de dólares, aunque según los registros la hipoteca original era de 12.5 millones de dólares, aproximadamente la mitad de lo que había costado su construcción veinte años antes. La venta del edificio fue intermediada por un buen amigo de Marshall Field y Joseph Kennedy, E. Stanley Klein. En esa época, Klein era un socio de Field y juntos empezaron Fieldcrest Mills. Aunque nunca se pudo demostrar, Klein afirmó que el precio tan favorable de la venta se basaba en un acuerdo verbal entre Field y Kennedy de que tras su venta el edificio sería donado a la Universidad de Chicago y Kennedy recibiría la correspondiente deducción fiscal. En realidad, los ingresos del edificio se convirtieron en una de las principales fuentes de la riqueza de la familia Kennedy, e incluso contribuyeron a financiar sus campañas políticas.
La familia Kennedy vendió gran parte de la propiedad del complejo a Vornado Realty Trust en 1998 como parte de una transacción mayor de 625 millones de dólares. Ese año, Merchandise Mart Properties, Inc. fue adquirida por Vornado por 450 millones de dólares en efectivo y una participación en Vornado valorada en más de 100 millones de dólares. A principios de 2007, el edificio fue valorado en 917 millones de dólares.

### Ampliaciones y renovaciones

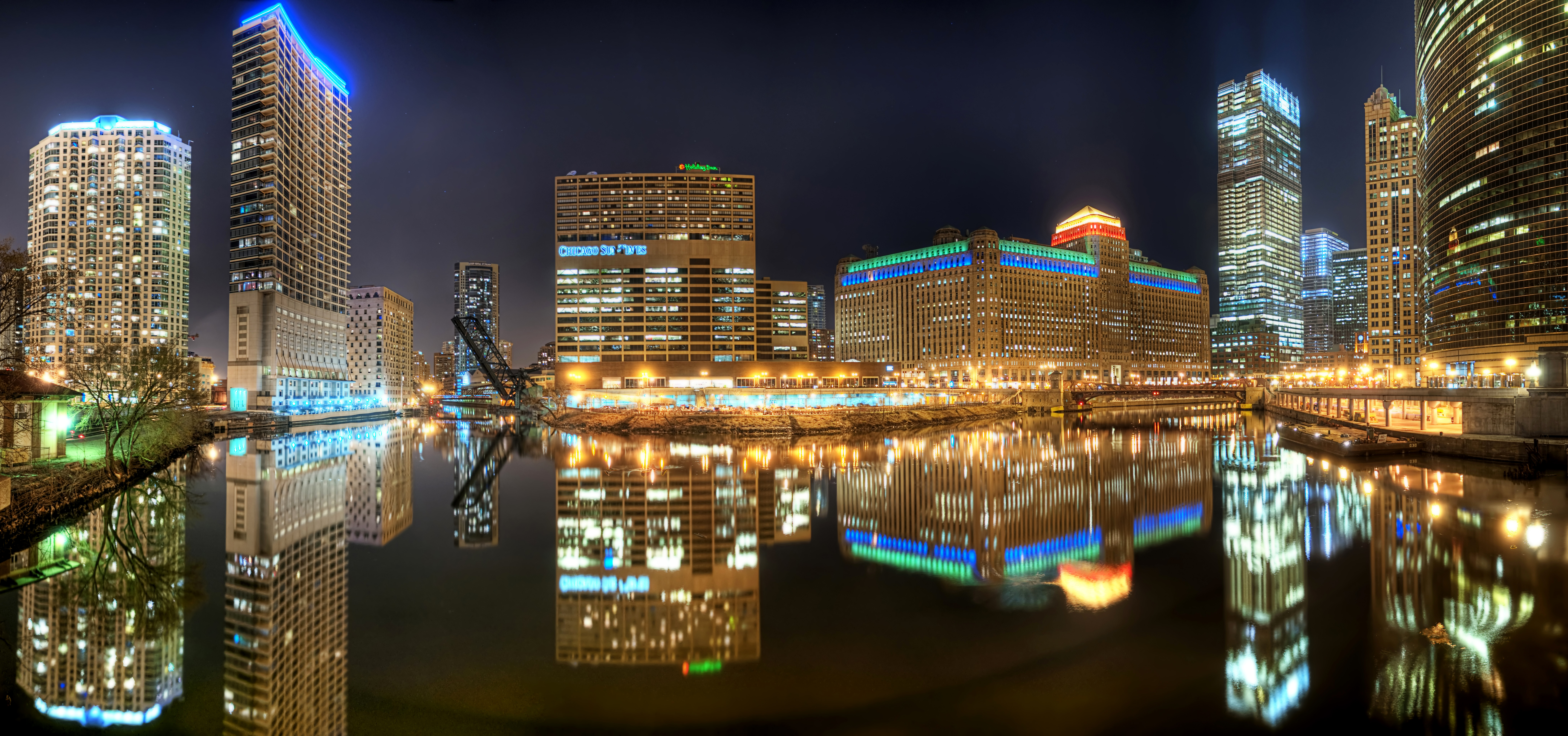
Vista nocturna de los alrededores del edificio y del río Chicago: entre los edificios y estructuras están (de izquierda a derecha) Left Bank at K Station (300 North Canal), 333 North Canal, el puente de Kinzie Street, 350 West Mart Center, el Merchandise Mart, 300 North LaSalle, el puente de Franklin Street y parte del 333 Wacker Drive.

El Merchandise Mart fue modernizado a finales de la década de 1950 y en la década de 1960. En 1961 los jefes indios de terracota que rodeaban la corona de la torre fueron retirados y sustituidos con placas de hormigón, de mínima importancia visual dado que no se construyeron rascacielos en el lado norte del río como estaba previsto. Algunas de las tallas se encontraron posteriormente en un patio trasero de los suburbios y fueron subastadas en 2014. En 1962 se construyó una marquesina de entrada en el sur para uso de vehículos.
En 1977, Skidmore, Owings & Merrill diseñó el Chicago Apparel Center, situado al oeste de Orleans Street, que aumentó la superficie total del complejo del Merchandise Mart a 580 000 m². Mediante el uso de plazas, explanadas y miradores, los arquitectos aprovecharon su ubicación junto al río para placer de los peatones. En 1988, Helmut Jahn diseñó un puente peatonal cubierto sobre Orleans Street que conectaba el Merchandise Mart con el Apparel Center.
Después de una modernización a finales de la década de 1980, que duró diez años, costó 100 millones de dólares e incluyó mejoras de los servicios públicos, en 1989 se encargó a Beyer Blinder Belle que creara entradas perimetrales adicionales y restaurara los escaparates, la entrada principal y el vestíbulo. En la fachada sur, se retiró la marquesina para vehículos y se añadieron dos puertas más pequeñas junto a la entrada principal. Los escaparates, cubiertos durante la anterior campaña de modernización, fueron restaurados con vidrio transparente para que exhibieran las mercancías de los comerciantes. Se añadieron nuevas entradas en la fachada trasera, y se retiró el muelle de carga que ocupaba la parte norte de la primera planta del nivel del río para poder usar la cubierta inferior del North Bank Drive. En el vestíbulo se restauraron los muros cortina originales de vidrio sobre la entrada, los escaparates y el mostrador de recepción usando suelos de terrazo y apliques de pared influidos por el diseño original. El proyecto fue completado en 1991.
En noviembre de 2007, el edificio recibió el reconocimiento LEED plata por su sostenibilidad ambiental.

## Edificio

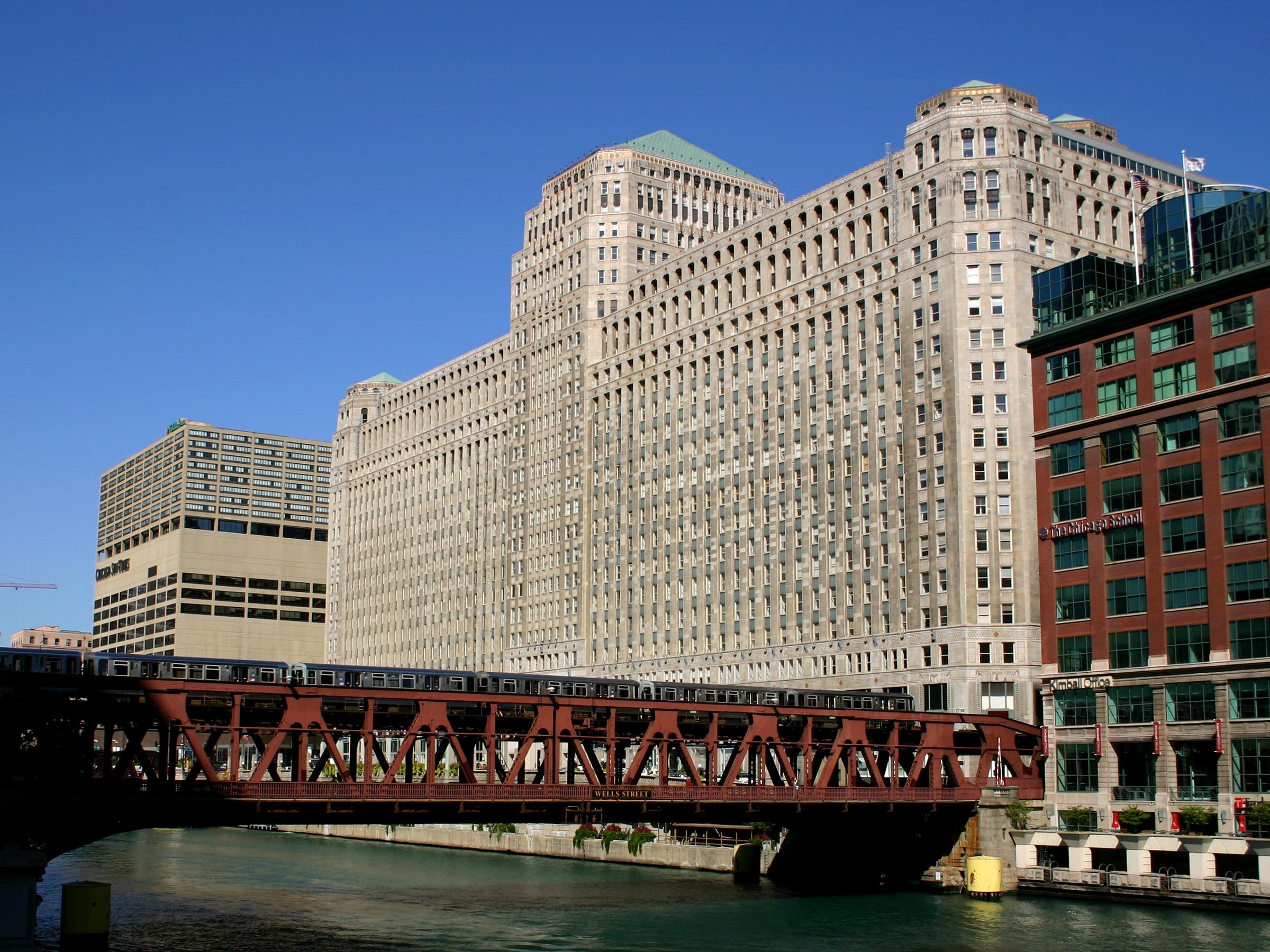
Mirando hacia el oeste desde el río Chicago.

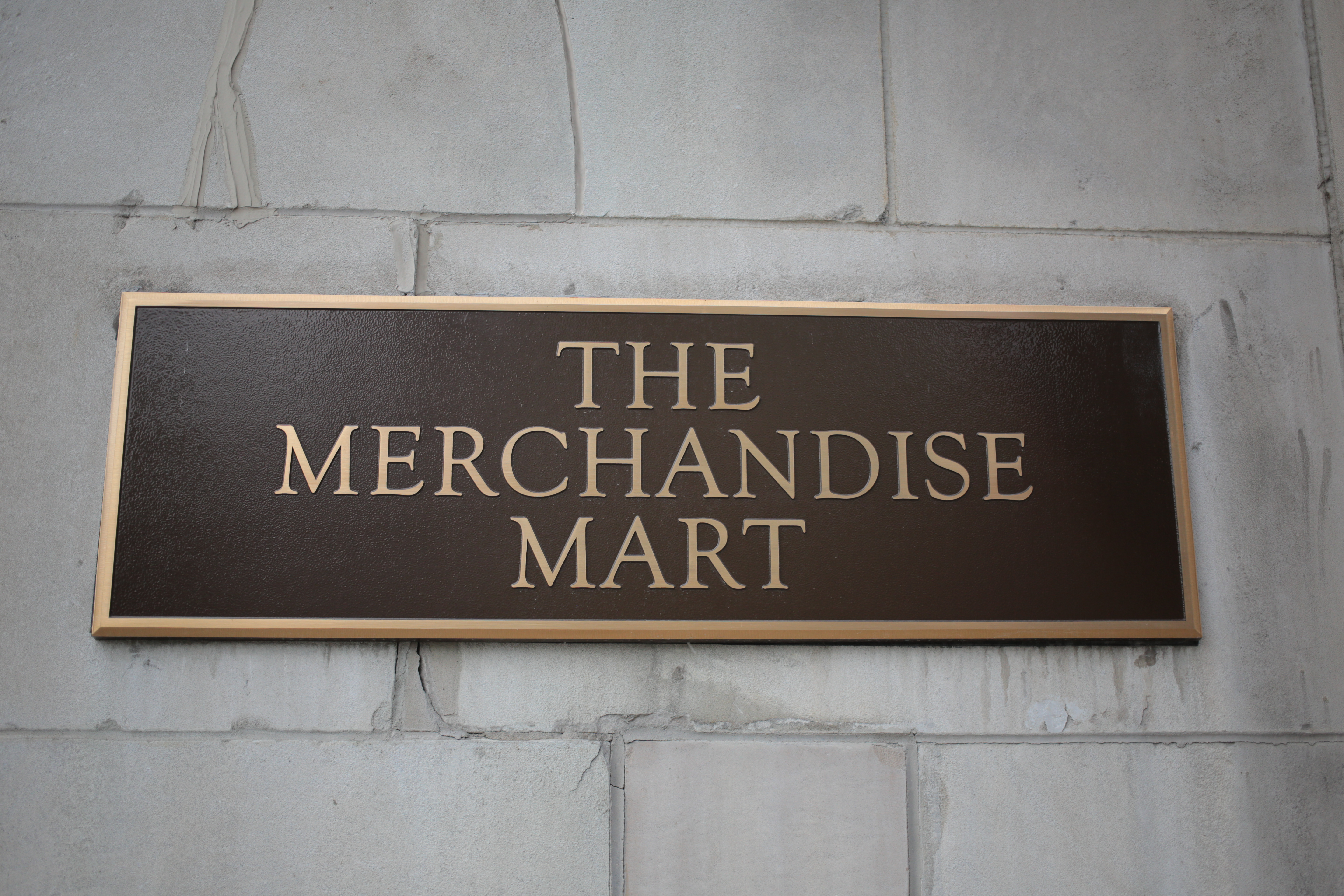
El letrero del edificio.

El Merchandise Mart fue diseñado por el estudio de arquitectura de Chicago Graham, Anderson, Probst and White para ser una «ciudad dentro de una ciudad». Junto con Holabird & Root, era uno de los estudios más destacados de la arquitectura art déco de Chicago, y tenía una relación duradera con la familia Field. Iniciado en 1928, completado en 1931 y construido en el mismo estilo art déco que el Chicago Board of Trade Building, su coste fue indicado como 32 o 38 millones de dólares. El edificio se convirtió en el más grande del mundo en términos de superficie, hasta que fue superado por el Pentágono en 1943, y actualmente se encuentra en el puesto cuadragésimo cuarto en la lista de los edificios más grandes del mundo, encabezada por el New Century Global Center de Chengdu (China).

### Arquitectura
El diseñador Alfred Shaw integró el estilo art déco con influencias de tres diferentes tipologías de edificios: los almacenes, los grandes almacenes y los rascacielos. Un bloque de dieciocho plantas tipo almacén constituye el volumen principal del edificio. Las ventanas están definidas por pilares de «cinta», mientras que las esquinas achaflanadas, los sutiles retranqueos y los pabellones de esquina difuminan los bordes de la mole y visualmente reducen su volumen. Los pabellones del lado sur son de mayor altura que los del lado norte. El edificio está abierto en el nivel peatonal mediante escaparates con marcos de bronce, típicos de unos grandes almacenes, en sus lados sur, este y oeste. La torre central tiene veinticinco plantas y una cima similar a la de un rascacielos, y descansa en la mitad sur del edificio. Hay portales profundamente retranqueados entre paneles elevados, que están adornados con medallones con las iniciales entrelazadas del Merchandise Mart. El mismo logo se repite por todo el edificio. Cincuenta y seis jefes nativos rodeaban la corona de la torre, en referencia a la historia de la parcela y las primeras actividades comerciales de Chicago. De aproximadamente un metro de anchura y dos metros de altura, estas figuras de terracota apenas eran visibles desde la calle, y pretendían ser visibles desde los rascacielos que estaba previsto que se construyeran a lo largo del río.
El vestíbulo del Merchandise Mart está definido por ocho pilares cuadrados de mármol, con escaparates en pasillos laterales enmarcados por molduras de bronce con relieve. El suelo de terrazo verde y naranja fue concebido como una alfombra, y muestra un patrón de cuadrados y rayas bordeados por grandes chevrones incrustados con las iniciales del Mart. El tema del chevrón continúa en los apliques de las columnas que iluminan una ornamentada cornisa. Denominados «bulevares de los negocios», dos anchos pasillos de 198 m de longitud con suelos de terrazo tenían un total de 10,5 km de escaparates en los niveles superiores. Las regulaciones del edificio exigían entradas idénticas a lo largo de los pasillos, pero los inquilinos podían personalizar su superficie individual. Excepto los pasillos, las salas de ascensores y el espacio de exposiciones en la cuarta planta, los 20 000 m² de cada una de las plantas superiores era «espacio en bruto» con suelos de hormigón.

### Obras de arte

El Salón de la Fama del Merchandise Mart.

El friso de diecisiete murales de Jules Guerin es el principal elemento del vestíbulo e ilustra gráficamente el comercio por todo el mundo, incluidos los países de origen de los productos vendidos en el edificio. Los murales representan las industrias y productos, el principal modo de transporte y la arquitectura de catorce países. Haciendo uso de su experiencia como diseñador de escenografía, Guerin ejecutó los murales en rojo con pan de oro usando técnicas que producen distintas capas de imágenes en planos sucesivos. En el panel que representa a Italia, hay cristalería veneciana en primer plano con barcos de pesca amarrados en el Gran Canal y la fachada del Palacio Ducal se eleva por encima de las torres de la plaza de San Marcos.
En 1953 Joseph Kennedy encargó «para inmortalizar a los excepcionales comerciantes estadounidenses» ocho bustos de bronce, de cuatro veces su tamaño natural, que conjuntamente serían conocidos como el Salón de la Fama del Merchandise Mart, y representan a:
- Los magnates del comercio Frank Winfield Woolworth, Marshall Field y Aaron Montgomery Ward.
- Julius Rosenwald y Robert Elkington Wood, conocidos por Sears, Roebuck and Company.
- El publicista John Wanamaker, el comerciante Edward Albert Filene y el fundador de la cadena de supermercados A&P, George Huntington Hartford.

Todos los bustos descansan sobre pedestales blancos bordeando el río Chicago y miran hacia el norte, hacia la puerta frontal dorada del edificio.

#### Art on theMART

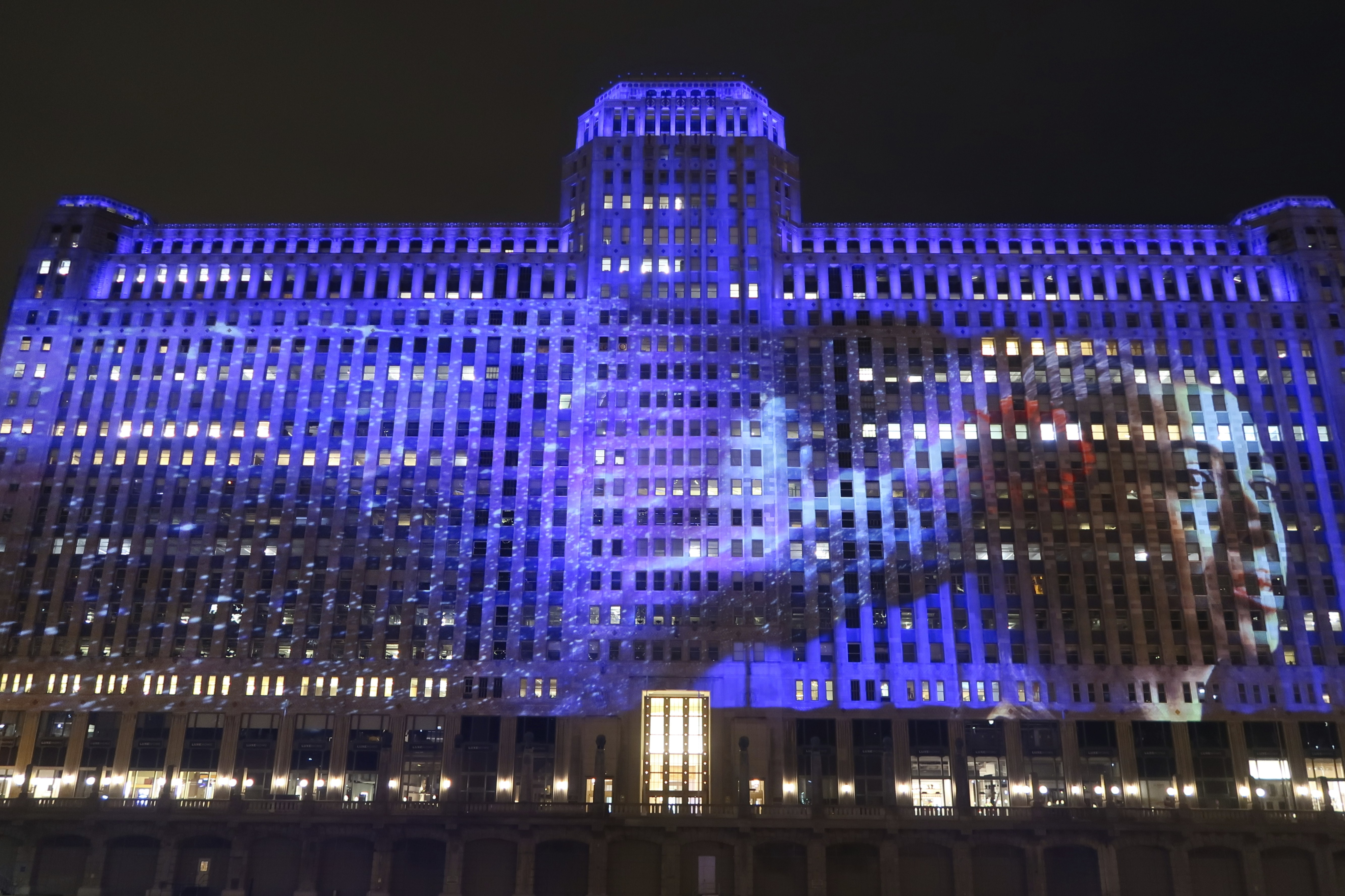
Las proyecciones de Art on the Mart en 2019.

Art on theMART es una exhibición de arte digital iniciada en 2018, que proporciona un «lienzo» de 10 000 m² (dos campos de fútbol) para la proyección de obras de arte digital en la fachada del Merchandise Mart que da hacia el río Chicago. El proyecto pretende ser la mayor proyección de arte digital del mundo y está previsto que se desarrolle a lo largo de treinta años con proyecciones anuales inicialmente entre marzo y diciembre. En 2019 pasó de realizarse cinco noches a la semana a todas las noches. Las proyecciones empiezan quince minutos después de la puesta de sol y se muestran en bucle durante dos horas. El estudio Obscura Digital instaló inicialmente treinta y cuatro cámaras de proyección para que la lista rotativa de artistas pudiera mostrar su obra.

### Alrededores

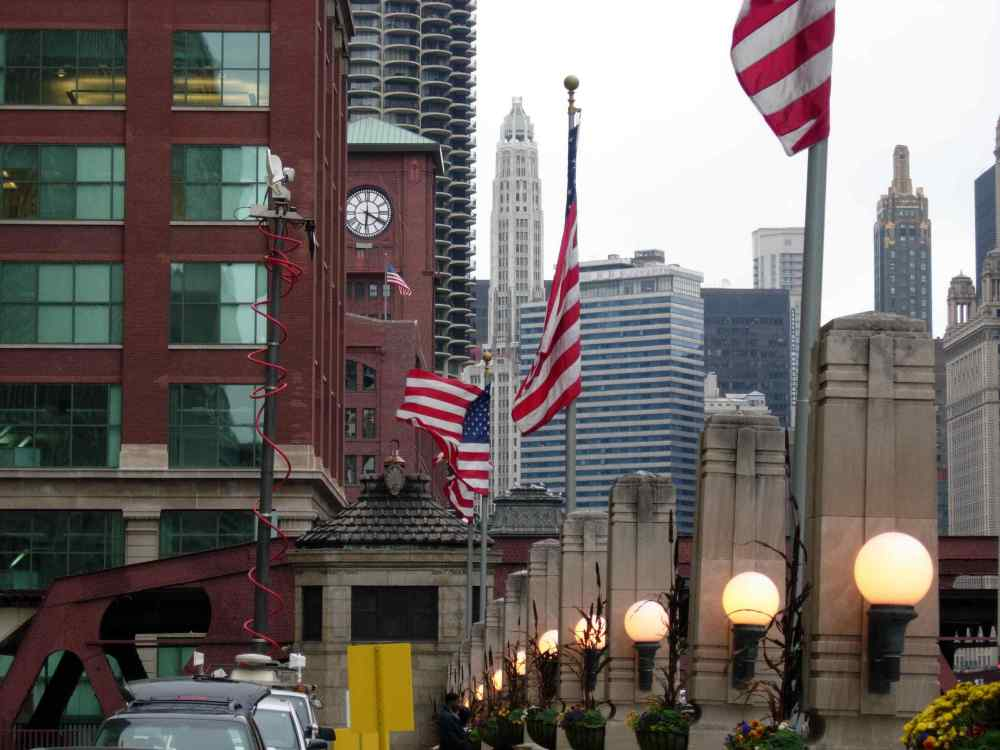
Plaza frente al Merchandise Mart.

El Merchandise Mart domina el skyline del extremo sur del Near North Side, y se encuentra justo al sur del distrito de galerías situado alrededor del extremo sur de Franklin Street. En Hubbard Street, una manzana al norte, hay numerosos restaurantes y discotecas. La Kinzie Chophouse, popular entre políticos y celebridades, se encuentra en la esquina noroeste de Wells Street y Kinzie Street, frente al Merchandise Mart. El Chicago Varnish Company Building, incluido en el Registro Nacional de Lugares Históricos, que actualmente alberga el restaurante de Harry Caray, se encuentra al este, en Kinzie Street. Cruzando la calle, al este, está el 325 N. Wells Street, que alberga la Escuela de Psicología Profesional de Chicago y DIRTT Environmental Solutions.
La planta del Mart no tiene una forma rectangular, ya que fue construido después de que se completaran los puentes basculantes sobre el río Chicago. La caseta de control del puente de Wells Street se encuentra entre el nivel inferior y la esquina sureste del edificio, mientras que el puente de Franklin Street se encuentra en la esquina suroeste del edificio, en la intersección de Orleans Street y Franklin Street. Por ello, la planta del edificio asume una forma de trapecio que se inclina con el mismo ángulo que Orleans Street, en dirección sureste-noroeste.

### Iluminación exterior
La iluminación tradicional del edificio encuentra la torre central y las esquinas bañadas en una luz blanca enfocada hacia arriba, al igual que las columnas entre las ventanas. Tradicionalmente el color de la iluminación se cambia a verde cada año a mediados de marzo por el día de San Patricio y a naranja durante los meses de otoño, alrededor de Halloween y el día de Acción de Gracias. Algunos eventos hacen que el edificio se ilumine de un color especial, por ejemplo de rosa por el mes de concienciación contra el cáncer. Para destacar la temporada de 2006 de los Chicago Bears, en la que alcanzaron la Super Bowl XLI, el edificio fue iluminado con los colores del equipo: naranja para los retranqueos y azul para las torres. Durante la temporada de Navidad se usan luces rojas y verdes. Durante el festival Art Chicago 2008, el artista estadounidense Jenny Holzer iluminó la fachada del edificio con un poema de la ganadora del Premio Nobel de Literatura, la polaca Wisława Szymborska. En 2018, un gran proyector empezó a mostrar imágenes y vídeos en el lado de la estructura que da hacia el río.

## Usos

### Comercio

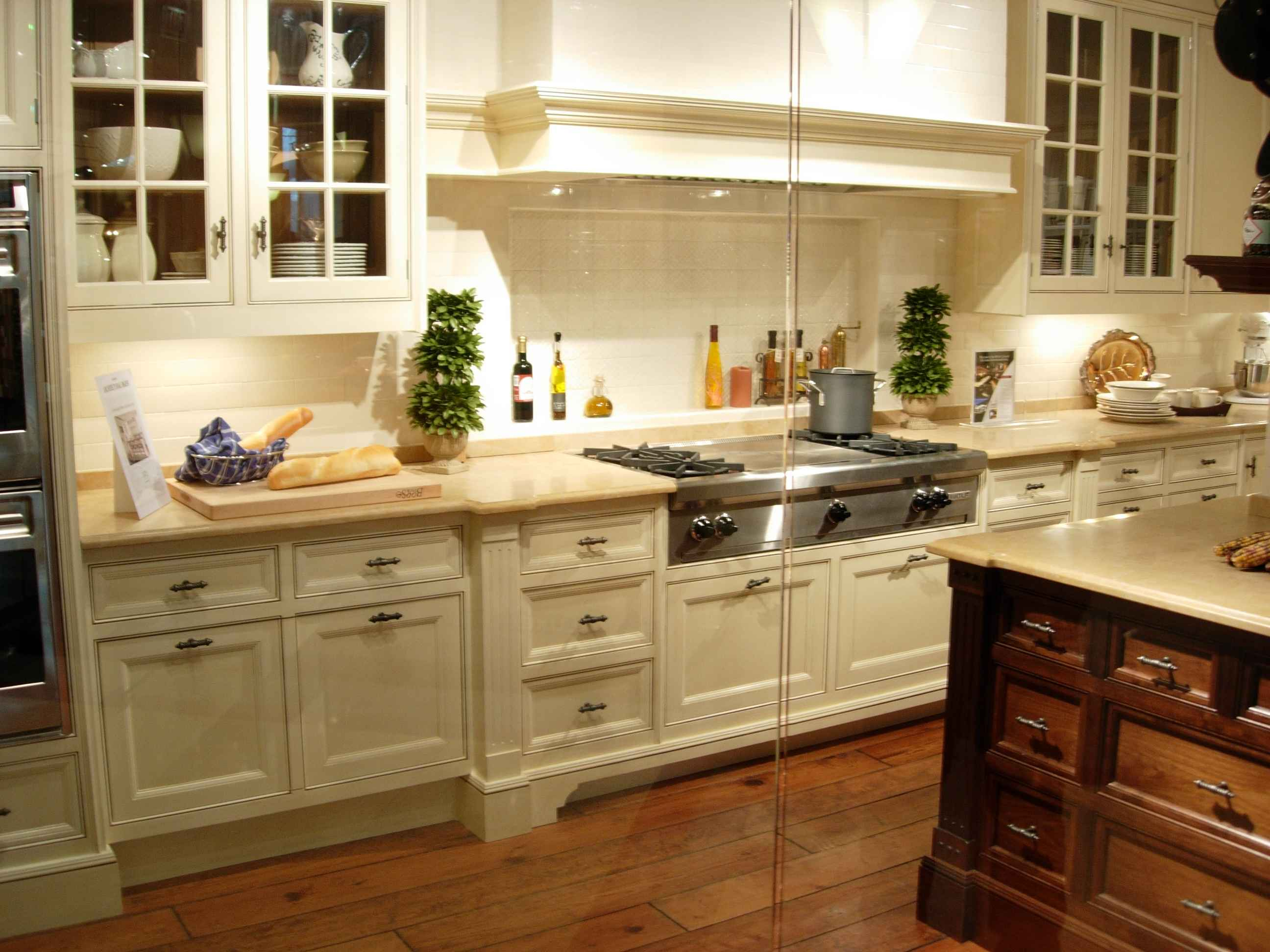
Una exposición en el interior del Merchandise Mart.

Las salas de exposiciones al por mayor ocupan el 50 % de la superficie utilizable. En una ocasión el sultán de Brunéi se gastó 1.6 millones de dólares en el Mart para amueblar su palacio, afirmando que este edificio era el único lugar donde esa tarea se podía realizar en una semana. Algunas salas de exposiciones están abiertas solo a los mayoristas, mientras que otras son accesibles para el público general. A diferencia de las tiendas tradicionales con expositores y estanterías, hay salas completas utilizables, que proporcionan a los consumidores la oportunidad de comparar la forma y la función de diferentes productos y fabricantes. Algunas tiendas ofrecen objetos para ser adquiridos individualmente o en colección, mientras que otras ofrecen también servicios de diseño, conservación, renovación o instalación. Además de ser un recurso para arquitectos y decoradores, el Mart también ha expuesto diseños premiados seleccionados por el American Institute of Architects. También hay empresas que ofrecen a los proveedores servicios profesionales para proyectos de investigación de mercado.
En 1931, Marshall Field and Company obtuvo unas pérdidas de 5 millones de dólares, seguidas por 8 millones en 1932. La división de venta al por mayor se redujo significativamente y Field's pasó de ocupar cuatro plantas en el Mart a solo una y media. No obstante, el Mart continuó exponiendo las últimas tendencias en muebles para el hogar en sus salas de exposición y ferias comerciales, y la empresa se recuperó posteriormente, aunque no volvió a ocupar todo el espacio que ocupaba inicialmente.
En 1991 abrió sus puertas una zona comercial minorista, llamada The Shops at the Mart, que contiene tiendas de ropa, servicios de belleza, librerías, quioscos de periódicos, servicios financieros, servicios de telecomunicaciones, servicios de viajes, tiendas de alimentos y vino, servicios de fotografía, una lavandería, un puesto de limpieza de zapatos y un food court. En la primera planta hay una oficina postal y en la segunda planta hay un establecimiento de FedEx.
El Apparel Center alberga el hotel de 521 habitaciones Holiday Inn Chicago Mart Plaza River North, las oficinas del Chicago Sun-Times y el campus de Chicago del Instituto de Arte de Illinois, así como la oficina de Chicago de la agencia de publicidad Ogilvy & Mather. GoHealth ocupa 8600 m² en la quinta planta del Merchandise Mart, y las oficinas corporativas de Potbelly Sandwich Works están situadas en la torre. Motorola Mobility trasladó su sede al Merchandise Mart en 2014.

### Ferias comerciales
Desde 1969, el Merchandise Mart ha albergado la anual Exposición Nacional de Mobiliario por Contrato, también conocida como NeoCon. Con más de mil expositores de muebles comerciales y por contrato y cincuenta mil asistentes, es el mayor feria comercial de su clase de Norteamérica. Desde 2006 el Merchandise Mart ha albergado el festival internacional de arte Art Chicago.

### Medios de comunicación

#### Radio

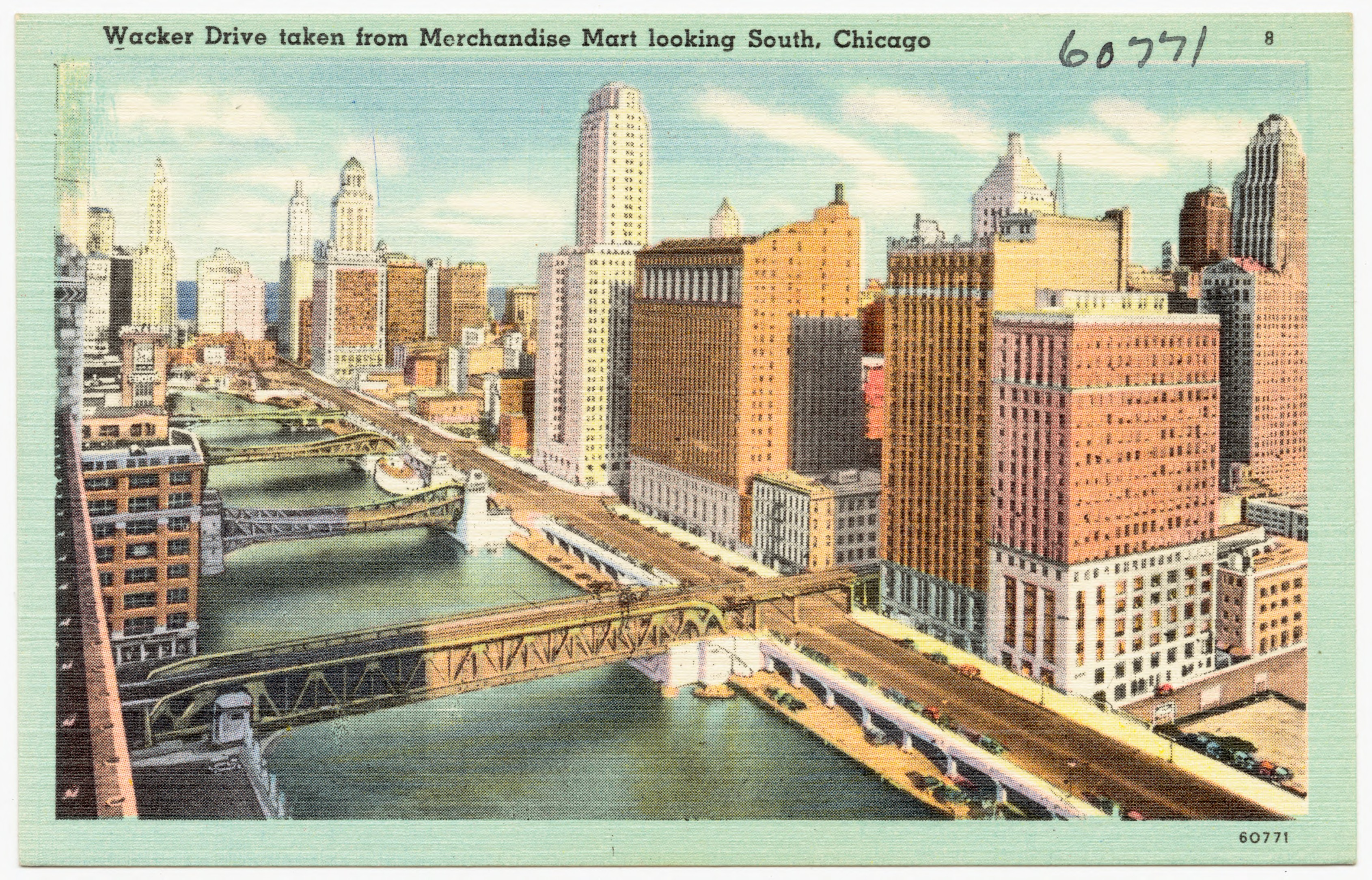
Postal de las vistas de Wacker Drive desde el Merchandise Mart, de entre 1930 y 1945.

Incluso antes de que abriera sus puertas el edificio, la NBC anunció su intención de construir sus estudios en el Mart. Cuando abrió sus puertas el 20 de octubre de 1930, su oficina en la planta 19.ª tenía 6000 m² y soportaba una gran variedad de retransmisiones en directo, incluidas aquellas que requerían orquesta. La WENR y la WMAQ emitían desde esta ubicación. Ampliada en 1935 usando oficinas previamente no ocupadas en la torre, los 1070 m² adicionales proporcionaron espacio para una cámara de órgano, dos salas de eco y un total de once estudios. Un equipo de más de trescientas personas produjo hasta mil setecientos programas cada mes, incluido Amos 'n' Andy, Kukla, Fran and Ollie y Captain Midnight.
WMAQ y WMAQ-TV se trasladaron a la NBC Tower en 1989 (aunque la emisora de radio había sido vendida a Westinghouse Broadcasting dos años antes). Actualmente, el antiguo espacio de la NBC en el Mart es utilizado por la Tribeca Flashpoint Media Arts Academy como lugar de aprendizaje para producciones de cine y televisión. La antigua emisora de FM «hermana» de WMAQ, WKQX, permaneció en el Merchandise Mart hasta que en verano de 2016 se trasladó a unas nueva instalaciones en la NBC Tower.

#### Televisión

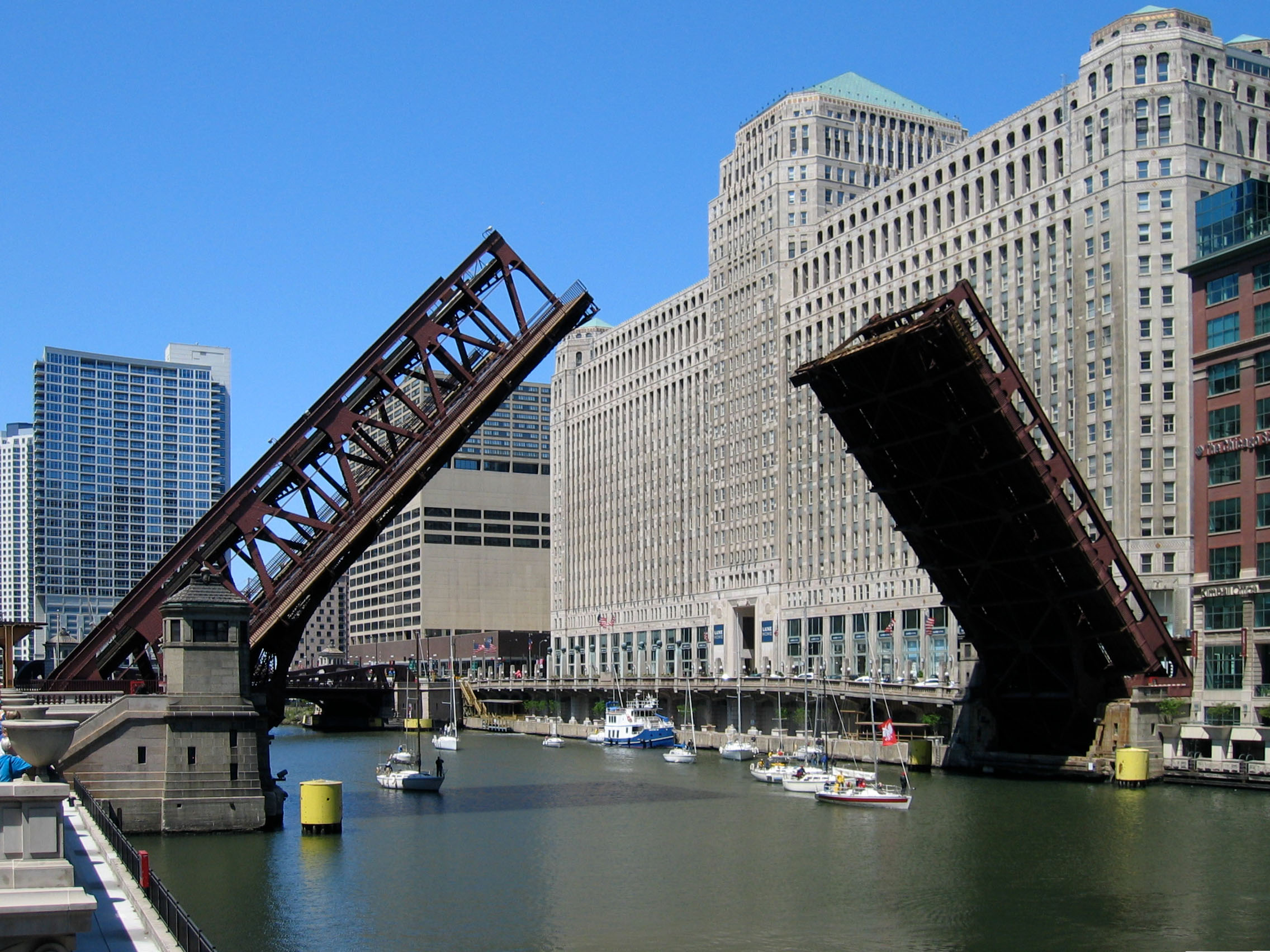
El puente de Wells Street y el edificio.

El 7 de enero de 1949, la emisora WNBQ de la NBC inició comercialmente sus emisiones de televisión en el canal 5, con un mínimo de dos horas de programación al día. El 15 de abril de 1956 es recordado como el C-Day («Día C») en la WMAQ-TV, y fue descrito por la revista Broadcasting-Telecasting como «un gran progreso respecto a la cortina en blanco y negro». Ante la presencia del alcalde Richard J. Daley, el presidente de la NBC David Sarnoff operó los controles cuando el canal 5 se convirtió en la primera emisora de televisión a todo color del mundo, y Wide, Wide World fue transmitido a ciento diez emisoras afiliadas a la NBC-TV de todo el país. El proyecto de conversión al color costó más de 1.25 millones de dólares, con unos costes de publicidad de 175 000 dólares. El «Día C», tres aviones que realizaban escritura aérea volaron sobre la ciudad, dejando estelas de humo rojo, verde y azul.
WMAQ-TV había instalado por primera vez equipamiento de color a finales de 1953, y el Desfile del Torneo de las Rosas de 1954 fue su primera emisión importante. Introducido en marzo de 1955, el primer programa local en color fue How Does Your Garden Grow?  de John Ott, que usaba película en color de cámara rápida.
Aunque desde entonces WMAQ-TV se ha trasladado a la NBC Tower, a unos dos kilómetros de distancia, y la mayor parte de la planta 19.ª del Mart se ha convertido en espacio de oficinas, un antiguo inquilino (Bankers Life and Trust Company) usaba un resto de los estudios originales como su departamento de vídeo y multimedia. El antiguo espacio de WMAQ está siendo remodelado actualmente por la Flashpoint Academy con una instalación moderna de sonido, así como una sala de proyección, escenarios y aulas en las plantas 19.ª y 20.ª. La cadena local de deportes Comcast SportsNet Chicago tiene su sala de control y emite su programación de estudio en directo desde la ampliación del Apparel Center; estos estudios habían albergado previamente a las cadenas FSN Chicago y SportsChannel Chicago.

## Metro de Chicago

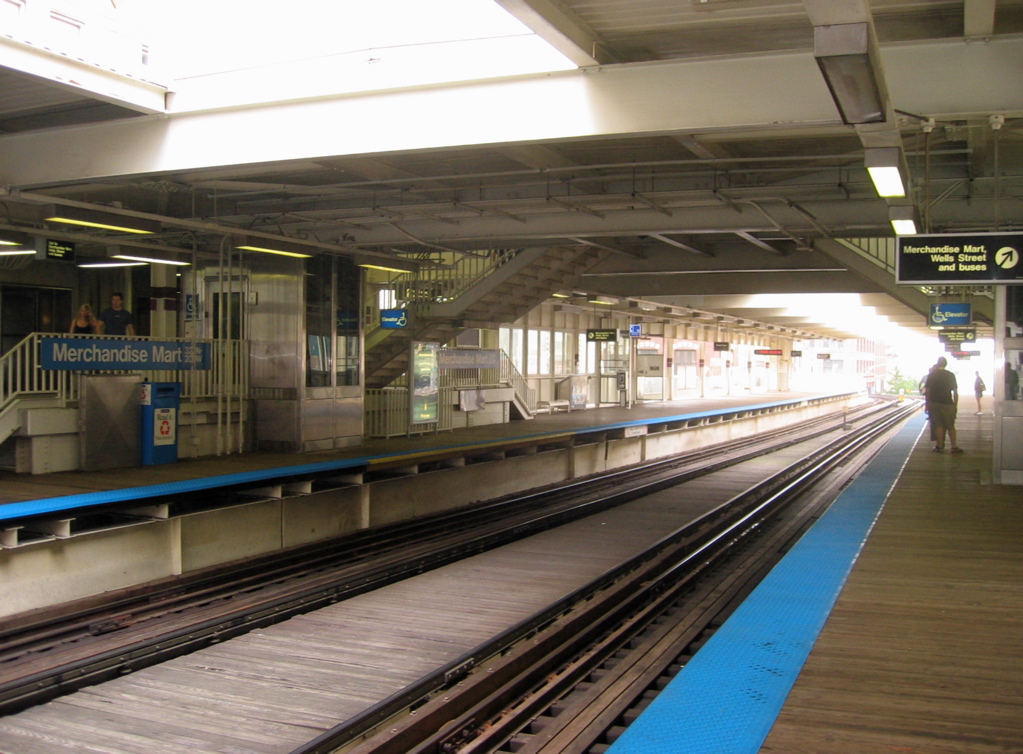
La estación del Merchandise Mart del Metro de Chicago.

Construido en menos de cuatro meses e inaugurada el 5 de diciembre de 1930, la estación elevada Merchandise Mart del Metro de Chicago era servida por la antigua North Side Main Line. La estación es conocida actualmente por ser uno de las dos edificios comerciales que tienen su propia estación del Metro de Chicago. La estación es servida actualmente por las líneas marrón y púrpura, y cumple con la Ley para Estadounidenses con Discapacidades de 1990; los molinetes están situados dentro del edificio, en la segunda planta, mientras que los andenes están conectados al lado este del edificio. Se puede acceder al andén hacia el norte mediante un puente elevado y un ascensor. La estación fue reconstruida en 1988, antes de la reconstrucción del puente de Wells Street en 1989. El Merchandise Mart albergó la sede de la Autoridad de Tránsito de Chicago en su séptima planta desde 1947 hasta 2004.

## Cultura
- Debido a la creciente economía de la posguerra, los propietarios empezaron a ofrecer visitas en 1948. Actualmente, grupos interesados en arquitectura y diseño continúan ofreciendo visitas programadas al edificio.[33]
- El Mart alberga las actividades anuales del festival Art Chicago.[44]
- Las rutas de la Maratón de Chicago han hecho que los corredores pasen junto al edificio, habitualmente por Wells Street.

### En la cultura popular
- La película de 1948 Call Northside 777 fue rodada en Illinois y el Mart es visto desde las oficinas de un periódico en Wacker Drive.[45]
- El vestíbulo del edificio apareció en la película The Hudsucker Proxy, en la que representaba el interior de la sede de la Hudsucker Company.[20][46]
- En 1956, el cortometraje de ocho minutos de duración The Merchandise Mart cubrió con detalle el interior y el funcionamiento del edificio.[45]
- Cuando su programa de medianoche en la NBC se realizó en Chicago, en la primera semana de mayo de 1989, David Letterman llamó al Salón de la Fama del Merchandise Mart el «Salón de la Fama de Pez» porque la combinación de bustos sobre los altos pedestales verticales le recordaba a los dispensadores de dulces.[47]
- En la película de 1993 El fugitivo, los U.S. Marshals averiguan la ubicación del Dr. Richard Kimble cuando oyen a un conductor de metro anunciar «próxima parada, Merchandise Mart» en el fondo de una llamada de teléfono grabada.[48]
- El Mart representó la sede de Candor en la novela de 2012 Insurgente.